# 德里大学
德里大学（英語：University of Delhi，DU）成立于1922年，是印度一所著名的高等院校（公立大学），以其高标准高品質的教学和科研成果称著。德里大学目前设置14个学部，86个系，79个学院，其中，以自然科学、经济学、英语、印度斯坦古典音乐成就最高。在校学生高达300,000人，是世界最庞大的大学之一。
德里大学的校监（Chancellor）由印度副总统兼任。但主要校务由校长（Vice-Chancellor）处理。

## 副校长列表
1. Hari Singh Gour博士
2. Moonis Raza教授
3. Singh教授
4. Saroop Singh教授